# Cuatro paredes
Cuatro paredes es una película española de drama de 2025, dirigida por Ibon Corbenzana, quien coescribió el guion con Roger Danès, Alfred Pérez-Fargas y Manuela Vellés. Vellés también protagonizó la película junto a Sofía Otero. Se estrenó en el BCN Film Fest el 25 de abril de 2025, y luego se estrenó en cines españoles el 6 de junio de 2025, con distribución de A Contracorriente Films.

## Trama
Cerca de cumplir los 10 años de edad, Sofía tiene que lidiar con el duelo por la muerte de su padre, junto a su madre, Juana. Mientras Juana intenta mantener a las dos a salvo de la precariedad, Sofía encuentra refugio en su pasión por el teatro.

## Reparto
- Sofía Otero como Sofía
- Manuela Vellés como Juana
- Roberto Álamo
- Elena Irureta
- Ramón Barea
- Constanza Gallego

## Producción
Cuatro paredes fue rodada en doce planos secuencia, cada uno de los cuales representa un mes del año en la historia.

## Lanzamiento y marketing
El 5 de diciembre de 2024, A Contracorriente Films anunció por primera vez que Cuatro paredes se estrenaría en cines españoles el 6 de junio de 2025. El 30 de enero de 2025, se anunció que la película tendría su estreno mundial en el BCN Film Fest el 25 de abril de 2025. El 22 de mayo de 2025, el tráiler de la película fue lanzado.